# Вільні мистецтва

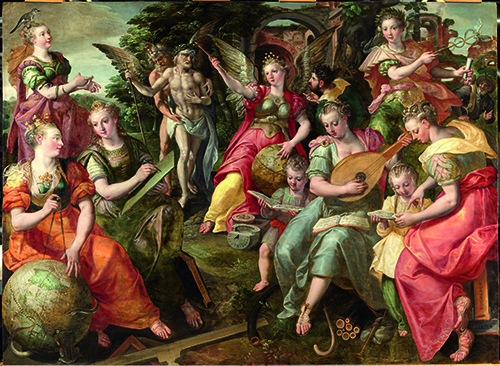
Мартен де Вос, «Алегорія семи вільних мистецтв».

Ві́льні мисте́цтва (лат. artēs līberālēs) — це канон з семи предметів, розроблених в античності, які складали освіту гідної людини. Вони називаються «вільні» (від лат. liber — вільний), оскільки мають на меті виховання вільних громадян, людей, здатних відігравати незалежну роль у суспільстві.
Окрім вільних мистецтв розрізняли також так звані «artes mechanicae» — навчання практичним навичкам, таким як ткацтво, сільське господарство, кулінарія чи музика, та «artes incertae» (укр. непевні мистецтва), такі як магія. Ці навчальні програми готували студентів до здобуття певної професії та отримання доходу від неї.
Згодом в середньовічній освіті вони розглядалися як підготовка до навчання на факультетах богослов'я, юриспруденції та медицини. У сучасних коледжах та університетах термін «вільні мистецтва» означає неспеціальну, непрофесійну освіту, до якої належать: вивчення літератури, мов, філософії, історії, математики, а також науки як основи загальної освіти. Взаємозамінним поняттям до вільних мистецтв в сучасності можна вважати гуманітарні науки.

## Історія

### Античність
Дисципліни виникли в Стародавній Греції, але ще не сформували усталеного канону. Піфагор, якому приписують теорію гармонії, відносив музику до математичних дисциплін (mathémata), до яких софісти додали три лінгвістичні мистецтва, щоб отримати свою enkyklios paideia (укр. округла освіта). Аристотель поділяв людські здібності на дві категорії: механічні або ручні мистецтва та вільні мистецтва. До першої групи належало все, що пов'язане з навичками, чи то робота рибалки, чи то робота художника. З іншого боку, до вільних мистецтв належали ті предмети, які обмежувалися роботою розуму. Їх називали «вільними мистецтвами», тому що ними могли займатися лише ті, хто був вільний від фізичної праці та матеріальних турбот.
В обох випадках слово «мистецтво» вводить в оману, оскільки воно стосується мистецтва в широкому сенсі слова, а саме як похідного від «майстерність». Механічні мистецтва були, по суті, ремеслами; вільні мистецтва були попередниками сучасних наук.
У I ст. до н. е. Варрон розмірковував про мистецтва у своїй першій енциклопедичній праці «Disciplinarum libri novem». Два мистецтва, які він додав — медицина та архітектура — додаються у пізньокласичній праці Марціана Капелли «De nuptiis Philologiae et Mercurii» (укр. Про шлюб філології та Меркурія). Це незграбна та алегорична поема з великою кількістю персоніфікацій, в якій відбувається шлюб між Філологією (любов'ю до слова) та Меркурієм (богом не лише торгівлі, а й риторики). Під час урочистостей сім мистецтв виступають у ролі подружок нареченої і представляються зі своїми атрибутами.
Після Марціана сім вільних мистецтв отримали канонічний статус і з'явилися терміни quadrivium і trivium. Боецій, за іншою версією Кассіодор, ввів перший термін (quadrivium), доповнений в епоху Каролінзького Відродження trivium (укр. триєдиний).

### Середньовіччя
Освіта була і є не статичною чи монолітною, а диверсифікованою і динамічною. Це стосується і середньовічної освіти щодо семи вільних мистецтв.
У Середньовіччі люди розглядалися більше як істоти, які можуть бути фундаментально сформовані через досвід і керовану рефлексію. Таке керівництво спочатку потрапило в руки основного духовенства, а навчання спочатку відбувалося в монастирях. Монастирі були важливими центрами збереження класичних знань і літератури і в цьому відношенні займали ключову позицію в передачі знань. Наступними кроками було заснування кафедральних шкіл, а згодом і університетів. Відомими світськими освітніми центрами стали, наприклад, Аахен, Шартр, Париж та Оксфорд. У таких освітніх центрах освіта пропонувалася на основі вільних мистецтв як продовження духовного, інтелектуального розвитку. Відповідно, практичним мистецтвам (artes mechanicae) майже не відводилося місця (виняток становила хіба що медицина).
У Середньовіччі освіта завжди мала яскраво виражене релігійне забарвлення. Інтерес до класичної спадщини існував ще в ранньому Середньовіччі, але до таких джерел зверталися переважно для поглиблення релігійних уявлень, знань і навичок. Юридичний матеріал, наприклад, використовувався для навчання красномовству, хоча це не виключало поцінування, наприклад, праць Цицерона як таких. У пізньому Середньовіччі люди стають більш відкритими до «інших» ідей, ніж суто християнські, і більше цікавляться нелатинськими знаннями.
Загалом, (пізні) класичні вільні науки були прийняті як основа для освіти. У ранньому Середньовіччі, однак, важко говорити про чітко сформульовану і визначену навчальну програму. Так, тривіум (основи, зосереджені на мові) міг включати читання, історію, географію, риторику, право і діалектику. Також не існувало фіксованого списку «обов'язкової літератури», хоча класичні язичницькі авторитети, а також отці церкви та автори Біблії користувалися великим авторитетом (auctoritates). У деяких випадках в освіті можна було знайти навіть елементи магії.
Хоча класичні знання та освіта пережили Середньовіччя, це не означає, що середньовічні мислителі ніколи не висловлювали застережень щодо раціональності. Розум міг протиставлятися вірі. Цікавим виключенням у цьому відношенні є «De sancta simplicitate», в якому Петрус Даміані (1007-1072) стверджував, що першим вчителем вільних мистецтв був диявол як граматик. Він навчив Адама в раю, що deus (бог) можна відмінювати у множині, що призвело до політеїзму. Мораль цієї історії полягала в тому, що розум і віра не повинні вважатися рівними: розум повинен служити вірі. Інші мали застереження щодо наук, обмежуючи їхню сферу застосування: певні моменти віри тепер не підлягали сумніву.

## Тривіум і квадривіум

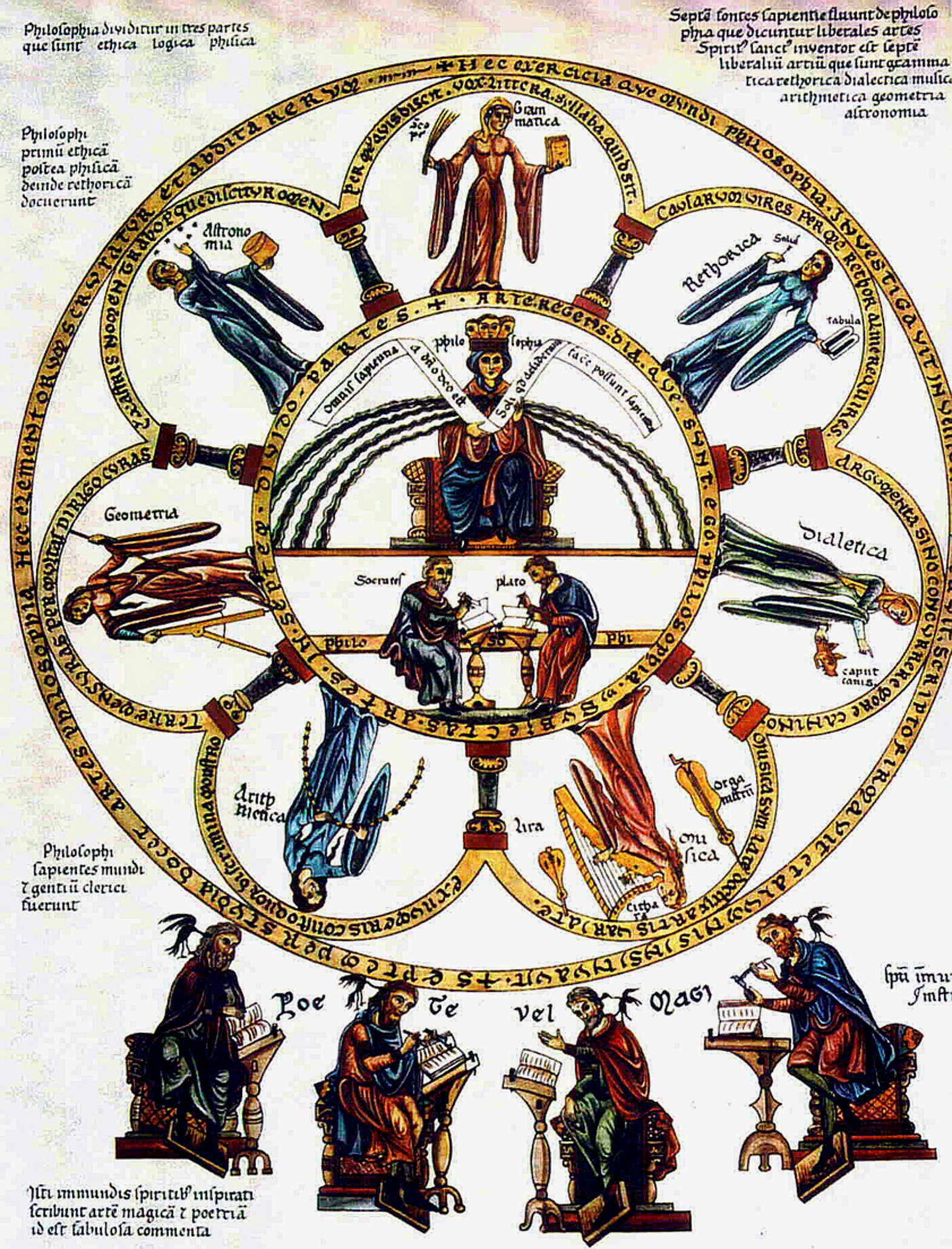
Сім вільних мистецтв — ілюстрація з енциклопедії «Сад утіх», Геррада Ландсбергська (12-те століття)

Вільні мистецтва поділялися на тривіум мовних предметів і квадривіум арифметичних предметів. Тривіум становив основу університетського навчання; потім йшов квадривіум. Такими були сім вільних мистецтв:
- Тривіум (мовні предмети або науки про слово) 1. Граматика: мовознавство (або вивчення латини) 2. Діалектика або логіка: логічне мислення. 3. Риторика: мистецтво красномовства; як побудувати аргумент

- Квадривіум (математичні науки. 1. Арифметика: обчислення (число) 2. Геометрія: математика (простір) 3. Музика: теорія гармонії (час) 4. Астрономія: космологія (простір у часі).

Ще три предмети — моральна філософія, метафізика і натурфілософія — були додані після повторного відкриття багатьох праць Аристотеля в 13 столітті. У Середньовіччі філософія була дуже тісно пов'язана з богослов'ям, проте розрізнити їх іноді буває непросто. Крім того, джерела іноді хочуть розійтися в поглядах на астрономію: іноді це астрономія, а іноді астрологія.
Сьогодні вільні науки поділяються на три основні групи:
- гуманітарні науки (мова, література, філософія, образотворче мистецтво та історія), які також називають альфа-предметами
- математика та природничі науки, також відомі як бета-предмети
- суспільні науки, також відомі як на Заході як гамма-предмети